# Asuntos pendientes (película)
Asuntos pendientes, título original en francés 36 Quai des Orfèvres, es una película escrita y dirigida por Olivier Marchal basada en el libro homónimo de Frank Mancuso.

## Sinopsis
Un grupo organizado de atracadores está extendiendo el pánico por la ciudad de París. Robert Mancini, director de la Policía Judicial, está a punto de retirarse y desea detener a esta banda antes de su despedida. Para conseguirlo, encarga a Léo Vrinks, jefe de la BRI (Brigada de Investigación e Intervención) y Denis Klein, jefe de la BRB (Brigada de Represión de la Delincuencia) la detención de estos criminales. Para motivarlos, les promete que el que consiga acabar antes con ellos, será su sustituto. Comienza una implacable lucha entre los dos policías, que se volverá más cruenta cuando una mujer se interponga en sus caminos.